# Mostafa el-Gamel
Mostafa Mohamed Hesham el-Gamel (* 1. Oktober 1988 in Gizeh) ist ein ägyptischer Hammerwerfer und seit 2014 Inhaber des Afrikarekords in dieser Disziplin. Mit vier Goldmedaillen bei Afrikaspielen sowie drei Afrikameistertiteln zählt er zu den erfolgreichsten ägyptischen Leichtathleten.

## Sportliche Laufbahn
Erste internationale Erfahrungen sammelte Mostafa el-Gamel 2007 bei den Juniorenafrikameisterschaften in Ouagadougou, bei denen er mit einer Weite von 66,36 m die Goldmedaille gewann. Im Jahr darauf nahm er erstmals an den Afrikameisterschaften in Addis Abeba teil und gewann dort mit 69,70 m die Silbermedaille hinter dem Südafrikaner Chris Harmse und zwei Jahre später gewann er bei den Afrikameisterschaften in Nairobi mit einem Wurf auf 71,40 m die Bronzemedaille hinter seinem Landsmann Mohsen Anani und dem Südafrikaner Harmse. 2011 nahm er erstmals an den Weltmeisterschaften in Daegu teil, schied dort aber mit 68,38 m in der Qualifikation aus. Anschließend siegte er bei den Afrikaspielen in Maputo mit 74,76 m und gewann bei den Panarabischen Spielen in Doha mit 70,23 m die Silbermedaille hinter dem Kuwaiter Ali Mohamed al-Zankawi. Im Jahr darauf gewann er bei den Afrikameisterschaften in Porto-Novo mit 73,81 m erneut die Bronzemedaille hinter Harmse und Anani und qualifizierte sich auch für die Olympischen Spiele in London, bei denen 71,36 m aber nicht für einen Finaleinzug reichten.
2013 siegte er bei den Mittelmeerspielen in Mersin mit 76,68 m und auch bei den Islamic Solidarity Games in Palembang mit 77,73 m. Im Jahr darauf stellte er am 21. März in Kairo mit 81,27 m den aktuellen Afrikarekord auf und siegte anschließend bei den Afrikameisterschaften in Marrakesch mit neuem Meisterschaftsrekord von 79,09 m. Daraufhin wurde er beim Continentalcup ebendort mit 78,89 m Zweiter hinter dem Ungarn Krisztián Pars. 2015 siegte er bei den Arabischen Meisterschaften in Madinat Isa mit 74,81 m und gelangte anschließend bei den Weltmeisterschaften in Peking bis in das Finale, in dem er mit 76,81 m den siebten Platz belegte. Anschließend verteidigte er bei den Afrikaspielen in Brazzaville mit 72,50 m erfolgreich seinen Titel.
Nach zwei Jahren Wettkampfpause siegte el-Gamel 2018 bei den Afrikameisterschaften in Asaba mit 73,50 m. Im Jahr darauf siegte er bei den Afrikaspielen in Rabat mit einer Weite von 74,92 m zum dritten Mal in Folge, schied anschließend aber bei den Weltmeisterschaften in Doha mit 70,45 m in der Qualifikation aus. Daraufhin wurde er bei den Militärweltspielen in Wuhan mit 68,74 m Fünfter. 2021 siegte er mit 73,23 m beim Qosanov Memorial in Almaty und nahm daraufhin erneut an den Olympischen Spielen in Tokio teil, verpasste dort aber mit 72,76 m den Finaleinzug. 2022 belegte er bei den Afrikameisterschaften in Port Louis mit 67,80 m den vierten Platz und wurde anschließend bei den Mittelmeerspielen in Oran mit 70,48 m Siebter. Im Jahr darauf siegte er mit 75,70 m bei den Arabischen Meisterschaften in Marrakesch sowie anschließend mit 76,48 m bei den Panarabischen Spielen in Algier. Im August schied er bei den Weltmeisterschaften in Budapest mit 71,36 m in der Qualifikationsrunde aus. 2024 siegte er bei den Afrikaspielen in Accra mit 73,65 m zum vierten Mal in Folge und im Juni sicherte er sich bei den Afrikameisterschaften in Douala mit 72,88 m seinen dritten Titel. Kurz darauf verpasste er bei den Olympischen Sommerspielen in Paris mit 70,09 m den Finaleinzug.
In den Jahren von 2018 bis 2024 wurde el-Gamel ägyptischer Meister im Hammerwurf.